# Teoria de perturbações
Em mecânica quântica, a teoria de perturbações é um conjunto de esquemas aproximados para descrever sistemas quânticos complexos em termos de outros mais simples. A ideia é iniciar com um sistema simples e gradualmente ir adicionando hamiltonianos "perturbativos", que representam pequenas alterações ao sistema. Se a alteração ou perturbação não é demasiado grande, as diversas magnitudes físicas associadas ao sistema perturbado (por exemplo seus níveis de energia e seus estados próprios) poderão ser gerados de forma contínua a partir dos do sistema simples. Desta forma, podemos estudar o sistema complexo baseando-nos no sistema simples.

## Teoria de perturbações de muitos corpos
Também chamada "teoria de perturbações de Möller-Plesset" e "teoria de perturbações de Rayleigh e Schrödinger", por seus usos primordiais em mecânica quântica (desde a publicação original de Erwin Schrödinger em seu artigo de 1926), se chama "de muitos corpos" por sua popularidade entre os físicos que trabalham com sistemas infinitos. Para eles, a consistência com a divisão do problema, que se discute mais abaixo, é uma questão de grande importância, obviamente.

### Procedimento (qualitativo)
A teoria de perturbações, em geral, divide o hamiltoniano em duas partes: {\displaystyle H_{0}}, que trata os efeitos principais, e para o que se conhecem os vetores e os valores próprios, e uma perturbação menor {\displaystyle V}. A teoria de perturbações de Möller-Plesset usa a solução Hartree-Fock como hamiltoniano de ordem zero.
O hamiltoniano exato se apresenta como um desenvolvimento em série (infinito) de {\displaystyle H_{0}} e sucessivas potências da perturbação. Se {\displaystyle H_{0}} e {\displaystyle V} estão bem escolhidos, a série converge com rapidez.

### Representação diagramática e consistência com a divisão do problema
A teoria perturbacional é, como a interação de configurações, um procedimento sistemático que se pode usar para encontrar a energia de correlação, mais além do nível Hartree-Fock. A teoria de perturbações não é um método variacional, porque não dá níveis superiores da energia, e sim aproximações sucessivamente melhores. Por outro lado, é consistente com a divisão do problema (isto é: a energia das energias calculadas para dois sistemas é igual a energia calculada para o sistema soma).
R. P. Feynman desenvolveu uma representação diagramática da teoria de perturbações de Rayleigh (pioneiro na questão) e Schrödinger (que ao trabalho de Rayleigh se referiu), e a aplicou em seus trabalhos de eletrodinâmica quântica. Inspirado por ele, J. Goldstone usou estas representações para demonstrar a consistência da divisão (mostrou que certas contribuições, que aparentemente rompiam a consistência, se anulavam sistematicamente a qualquer ordem de perturbação).
Com ajuda destas mesmas representações, H. P. Kelly levou a cabo pela primeira vez a aproximação do par eletrônico independente, somando certas partes da perturbação (certos diagramas) até uma ordem infinita.

## Aplicações da teoria perturbacional
A teoria perturbacional é uma ferramenta extremadamente importante para a descrição de sistemas quânticos reais, já que é muito difícil encontrar soluções exatas da equação de Schrödinger a partir de hamiltonianos de complexidade moderada. De fato, a maioria dos hamiltonianos para os quais se conhecem funções exatas, como o átomo de hidrogênio, o oscilador harmônico quântico e a partícula em uma caixa estão demasiado idealizados para descrever sistemas reais. Através da teoria das perturbações, é possível usar soluções de hamiltonianos simples para gerar soluções para um amplo espectro de sistemas complexos. Por exemplo, adicionando um pequeno potencial elétrico perturbativo ao modelo mecanoquântico do átomo de hidrogênio, podem-se calcular os pequenos desvios nas linhas espectrais do hidrogênio causadas por um campo elétrico (o efeito Stark). (Há de se notar que, estritamente, se o campo elétrico externo fosse uniforme e se estendesse ao infinito, não haveria estado conectado, e os elétrons terminariam saindo do átomo por efeito túnel, por débil que fosse o campo. O efeito Stark é uma pseudo-aproximação.)
As soluções que produzem a teoria perturbacional não são exatas, mas com frequência são extremamente corretas. Tipicamente, o resultado se expressa em termos de uma expansão polinômica infinita que converge rapidamente ao valor exato quando se soma até um grau alto (geralmente, de forma assintótica). Na teoria da eletrodinâmica quântica, em que a interação elétron - fóton se trata perturbativamente, o cálculo do momento magnético do elétron está de acordo com os resultados experimentais até as primeiras 11 cifras significativas. Em eletrodinâmica quântica e em teoria quântica de campos, usam-se técnicas especiais de cálculo, conhecidas como diagramas de Feynman, para somar de forma sistemática os termos das séries polinômicas.
Sob certas circunstâncias, a teoria perturbacional não é caminho adequado. Este é o caso quando o sistema em estudo não pode ser descrito por uma pequena perturbação imposta a um sistema simples. Em cromodinâmica quântica, por exemplo, a interação dos quarks com o campo dos glúons não pode ser tratada perturbativamente a baixas energias, porque a energia de interação é demasiadamente grande. A teoria de perturbações tão pouco pode descrever estados com uma geração não-contínua, incluindo estados ligados e vários fenômenos coletivos como os solitons. Um exemplo seria um sistema de partículas livres (sem interação), nas quais se introduz uma interação atrativa. Dependendo da forma da interação, pode-se gerar um conjunto de estados próprios completamente novo, que corresponderia a grupos de partículas ligadas umas a outras. Um exemplo deste fenômeno pode ser encontrado na supercondutividade convencional, na qual a atração entre elétrons de condução mediada por fónons leva à formação de elétrons fortemente correlacionados, conhecidos como pares de Cooper. Com este tipo de sistemas, devem-se usar outros esquemas de aproximação, como o método variacional ou a aproximação WKB.
O problema dos sistemas não perturbativos tem sido aliviado pelo advento dos computadores modernos. Agora é possível obter soluções numéricas, não perturbativas para certos problemas, usando métodos como a Teoria do Funcional da Densidade (DFT). Estes avanços tem sido de particular utilidade para o campo da química quântica. Também tem-se usado computadores para levar a cabo cálculos de teoria perturbacional a níveis extraordinariamente altos de precisão, algo importante em física de partículas para obter resultados comparáveis aos resultados experimentais.

## Limitações da teoria de perturbações
A teoria de perturbações possui limitações importantes que restringem sua aplicabilidade a determinados problemas. Tal como: 
- Em muitos casos, a série perturbativa não converge, mesmo que os termos iniciais forneçam aproximações úteis. Em teorias quânticas de campos, as séries perturbativas frequentemente divergem devido à natureza assintótica das expansões. Isso limita a precisão das soluções para ordens superiores, exigindo métodos alternativos, como ressumação de Borel;

- A teoria perturbacional pressupõe que o termo perturbador seja relativamente menor em relação ao sistema principal. Caso a perturbação tenha uma magnitude similar ou superior aos elementos principais do sistema, os métodos perturbativos se tornam ineficazes;

- A teoria de perturbação é menos eficaz em sistemas fortemente não lineares ou caóticos, onde pequenas alterações podem levar a uma significativa e imprevisíveis mudanças no comportamento global;

- A teoria de perturbação não captura transições de fase ou outros fenômenos não analíticos, que envolvem mudanças abruptas nas propriedades do sistema;
- As soluções obtidas pela teoria de perturbação geralmente funcionam apenas dentro de um intervalo restrito de valores para o parâmetro perturbativo (λ). Quando esse parâmetro ultrapassa esse limite, as aproximações podem perder validade ou até divergir;

- O êxito da teoria da perturbação está diretamente ligado à seleção apropriada do sistema base ({\displaystyle H_{0}}, no contexto quântico). Uma escolha inadequada pode resultar em uma convergência mais lenta e tornar as soluções perturbativas pouco práticas ou eficazes;

- Em problemas mais complexos, as correções de ordens mais altas (segunda, terceira e seguintes) tornam-se progressivamente mais desafiadoras, tanto em termos matemáticos quanto computacionais;

- Perturbações podem quebrar simetrias do sistema base, levando a dificuldades em manter coerência entre os resultados perturbativos e o comportamento físico real;

- Métodos computacionais baseados em perturbações, como expansões em séries de Taylor, podem ser inviáveis em problemas de alta complexidade ou com grande número de graus de liberdade. [3]